# Karsten Sommer
Karsten Sommer (f. 1949) er en dansk journalist og musikproducer. Arbejdede på Danmarks Radio fra 1968 til 1988 på bl.a. ungdomsprogrammet P4 i P1. Udgav i 1985 bogen "...det var bare det jeg ville sige, hej" (Københavns Bogforlag) med udskrifter fra unges tanker om livet, hentet fra P4´s telefonbåndoptager.
Sideløbende var han bl.a. fra 1976 en del af kunstnerkollektivet Røde Mor og producerede de fleste af Røde Mors plader på Vietnamkomiteernes venstreorienterede pladeselskab Demos. Derudover producerede han blandt andet den første kvinde-LP "Kvinder i Danmark", Bent Jakobsens "Bøsse" og senere Niels Skousens plade Palads af Glas.
På Demos producerede han også i 1973 den første grønlandske LP nogensinde med rockbandet Sumé, og udgav også Rasmus Lyberths første LP "Erninga" - Til min søn. Stiftede senere sammen med bl.a. Sumés forsanger Malik Høegh og Hjalmar Dahl det første grønlandske pladeselskab ULO records i 1976. For ULO producerede han flere plader - bl.a. i Aasivik 79, hvor han sammen med Anders Dohn og Peter Sakse indspillede 3 LPer i et interimistisk studie, drevet med benzindreven generator i den nedlagte kulmineby Qullissat. I 1980 gennemførte han desuden en tre måneder lang indspilningsturne med Anders Dohn, Kuupik Kleist, Christian Søgaard og Malik Høegh, der resulterede i 10 LPer med alt fra rockmusik, bygdemusik, traditionel trommesang og canadisk strubesang. Senere LPer med andre grønlandske band som Piitsukkut, Juaaka Lyberth, Inneruulat og Zikaza.
Karsten Sommer flyttede i 1986 fast til Grønland, først til Nuuk, og siden i Sisimiut, hvor han fra 1989 til 2004, sammen med Malik Høegh, stod for den daglige drift af ULO og Aqisseq Studiet i byen. Studiet lukkede i 2004, men den selvejende institution ULO eksisterer stadig, nu som fritidsarbejde. Sammen med musiketnologen Michael Hauser redigerede og udgav Sommer i 2014 CD-bokssættet "Traditional Greenlandic Music vol. 1-5" med 6 timers traditionel grønlandsk musik, indspillet fra 1906-1989. Tre CD'er med musik fra Thule, en CD fra Østgrønland og en fra Vestkysten. ULO udgav også singlen "Så vender vi kajakken" med Kim Larsen og Bellami. Kim Larsen skænkede en stor del af indtægterne fra sangen til ULO, og det finansierede yderligere grønlandske musikproduktioner i en årrække.
Indtil 31 december 2020 han journalist ved den grønlandske radio Kalaallit Nunaata Radioa hvor han arbejdede som nyhedsoplæser på den danske del af den grønlandske radioavis.

## Eksterne links
- Liste af pladeudgivelser produceret af Karsten Sommer